# Chronique d'un homicide
Pour plus de détails, voir Fiche technique et Distribution.
Chronique d'un homicide (Imputazione di omicidio per uno studente) est un film italien réalisé par Mauro Bolognini et sorti en 1972. Le film est encore inédit en France, bien qu'il ait été édité en DVD avec la participation du CNC.

## Synopsis
Fabio, un étudiant en architecture, militant de Lotta Continua, formation de l'extrême-gauche italienne, participe à une manifestation. Celle-ci dégénère en affrontement sanglant entre forces de l'ordre et jeunes contestataires. Au cours de cet événement, un étudiant est tué d'une balle de calibre 7,65. Fabio est lui-même violemment malmené. Il s'empare alors d'un poing américain, trouvé au sol, et blesse mortellement un agent de police. Alors qu'un de ses compagnons, Massimo Trotti, est inculpé pour ce meurtre, Fabio veut se constituer prisonnier mais son responsable politique l'en dissuade. Le juge Aldo Sola, le propre père de Fabio, est chargé d'enquêter sur les deux assassinats. Les premiers interrogatoires ne donnent pas de résultats fiables : les culpabilités respectives n'ont guère été formellement établies. Afin de prouver l'innocence de Massimo, Fabio subtilise dans le bureau de son père les procès-verbaux d'instruction et transmet les copies au journal La Cause du Peuple, organe de Lotta Continua, qui publie en titre : « La magistrature accumule de fausses preuves contre Trotti ». Désormais, la confrontation entre un père et son fils s'avère inévitable...

## Fiche technique
- Titre : Chronique d'un homicide
- Titre original : Imputazione di omicidio per uno studente
- Réalisation : Mauro Bolognini
- Scénario : Ugo Pirro, Ugo Liberatore
- Photographie : Giuseppe Ruzzolini - Eastmancolor, 1,85 : 1
- Musique : Ennio Morricone
- Chansons : Un po'per giorno de Giancarlo Bigazzi, Scappa fratello scappa de Giordano Falsoni, Gente grida de Fiorenzo Fiorentini
- Décors : Guido Josia
- Costumes : Maria Baroni
- Montage : Nino Baragli
- Production : Gianni Hecht Lucari pour Documento Films
- Durée : 99 minutes
- Pays d'origine :  Italie
- Année de sortie : 1972

## Distribution
- Massimo Ranieri : Fabio Sola
- Martin Balsam : le juge Aldo Sola, le père de Fabio
- Valentina Cortese : Luisa Sola, l'épouse du juge
- Turi Ferro : le commissaire Malacarne
- Giuseppe Colizzi : le commissaire Cottone
- Salvo Randone : le Procureur général
- Luigi Diberti : Massimo Trotti
- Petra Pauly : Carla
- Mariano Rigillo : Luca Binda
- Carlo Valli : Alfio Ricci

## Autour du film
D'une manière inhabituelle, Mauro Bolognini, orfèvre des adaptations littéraires, traite avec Chronique d'un homicide d'un sujet plus contemporain : les années de plomb en Italie. Le film aurait dû échoir à Elio Petri. La présence du scénariste Ugo Pirro, collaborateur du réalisateur d' Enquête sur un citoyen au-dessus de tout soupçon, en est le témoignage le plus sûr. L'originalité singulière de Bolognini provient surtout de sa capacité à ne jamais négliger le drame individuel : « Imputazione di omicidio per uno studente, comme Metello, retrouve le sens de l'épopée psychologique, chaque film devenant le lieu de tensions entre la fresque historique et la peinture intime, la lutte sociale et l'existence individuelle, la dissolution dans le collectif et la constitution de l'individu ». Effectivement, le film met en scène l'affrontement entre un fils et son père : « Fabio Sola (Massimo Ranieri), le jeune bourgeois militant, prend conscience de problèmes sociaux qui ne sont pas les siens, tandis que le juge Aldo Sola (Martin Balsam), entrevoyant l'injustice du système qu'il a cautionné toute sa vie, essaye de garder son intégrité sans perdre l'estime ni l'amour de son fils. »